# Măgura (okręg Bacău)
Măgura – wieś w Rumunii, w okręgu Bacău, w gminie Măgura. W 2011 roku liczyła 2219 mieszkańców.